# Quasipaa jiulongensis
Espèce
Synonymes
- Rana jiulongensis Huang & Liu, 1985
- Paa jiulongensis (Huang & Liu, 1985)
- Nanorana jiulongensis (Huang & Liu, 1985)

Statut de conservation UICN

 VU B2ab(iii,v) : Vulnérable
Quasipaa jiulongensis est une espèce d'amphibiens de la famille des Dicroglossidae.

## Répartition
Cette espèce est endémique de Chine. Elle se rencontre dans les provinces du Fujian et du Zhejiang au-dessus de 800 m d'altitude.

## Description
Les mâles mesurent de 69,5 à 77 mm et les femelles de 68,8 à 81 mm.

## Étymologie
Son nom d'espèce, composé de jiulong et du suffixe latin -ensis, « qui vit dans, qui habite », lui a été donné en référence au lieu de sa découverte, le mont Jiulong, dans le xian de Suichang au Zhejiang.

## Publication originale
- Huang & Liu, 1985 : A new species of the genus Rana from Zhejiang, China. Journal of Fudan University, Natural Science, vol. 1985, no 2, p. 235-237.